# Synuzjum
Synuzjum – jednostka składowa roślinności, czyli zbiorowisko roślinne, wyróżniane w oparciu o kryterium fizjonomiczne i strukturalne. Termin ten odnosi się do grup roślin reprezentujących tę samą grupę form życiowych (w ujęciu Raunkiaera) i występujących w jednej warstwie roślinności. Przy wyodrębnianiu synuzjum nie ma znaczenia skład florystyczny - mogą w nim występować rośliny jednego lub wielu gatunków.
Synuzjum bywa uważane przez niektórych badaczy za właściwą, podstawową jednostkę składową roślinności. Obecnie jednak w badaniach nad organizacją roślinności ta jednostka podziału szaty roślinnej jest rzadko stosowana. Wiąże się to z dominacją podziałów topograficznych i odwołujących się do składu florystycznego zbiorowisk. Podkreślić jednak należy, że badania nad zbiorowiskami zależnymi (skupień drobnych roślin, głównie zarodnikowych, wchodzących w skład większych struktur organizacyjnych roślinności), odnoszą się zwykle właśnie do synuzjów.
W zbiorowiskach o złożonej budowie warstwowej występuje wiele synuzjów. Na przykład w borze sosnowym występować mogą następujące synuzja: warstwa drzew sosnowych, warstwa krzewów jałowca, warstwa traw, warstwa mchów oraz epifityczne porosty i mszaki. W szuwarze występować może synuzjum z dominacją trzciny, kolejne z dominacją rzęs i ostatnie z makrofitami zanurzonymi. 